# Seychelle Gabriel

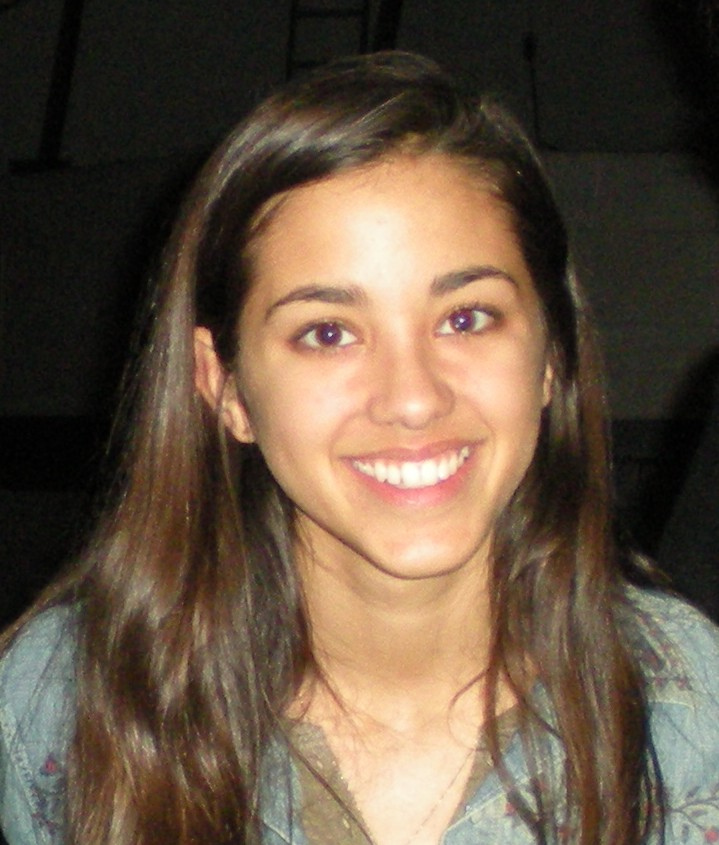
Seychelle Gabriel (2012)

Seychelle Suzanne Gabriel (ur. 25 marca 1991 w Burbank) – amerykańska aktorka, która wystąpiła m.in. w filmach Spirit – duch miasta, Ostatni władca wiatru i Honey 2.

## Filmografia

### Filmy
| Rok  | Tytuł                    | Rola             | Uwagi       |
| ---- | ------------------------ | ---------------- | ----------- |
| 2008 | Spirit – duch miasta     | młoda Sand Saref |             |
| 2010 | Ostatni władca wiatru    | księżniczka Yue  |             |
| 2011 | Honey 2                  | Tina             |             |
| 2014 | Jabbawockeez: Regenerate | Allison          | krótkometr. |
| 2016 | Sleight                  | Holly            |             |
| 2017 | The Outdoorsman          | Jillian          |             |
| 2018 | Blood Fest               | Sam              |             |
| 2021 | Wojna o jutro            | sierż. Diaz      |             |

### Telewizja
| Rok       | Tytuł               | Rola              | Uwagi                   |
| --------- | ------------------- | ----------------- | ----------------------- |
| 2007      | Zoey 101            | ślicznotka        | 1 odc.                  |
| 2009      | Trawka              | Adelita Reyes     | 3 odc.                  |
| 2010      | Miami Medical       | Lucy              | 1 odc.                  |
| 2011–2014 | Wrogie niebo        | Lourdes Delgado   | w gł. obsadzie; 38 odc. |
| 2012–2014 | Legenda Korry       | Asami Sato (głos) | w gł. obsadzie; 37 odc. |
| 2013      | Zemsta              | Regina George     | 4 odc.                  |
| 2015      | Beautiful & Twisted | May               | film TV                 |
| 2017      | Jeździec bez głowy  | Lara              | 3 odc.                  |
| 2018      | Fortune Rookie      | Seychelle (głos)  | 1 odc.                  |
| 2019      | Dorwać małego       | Giulia            | 3 odc.                  |
| 2020      | Borrasca            | Emmaline Bonham   | 4 odc.                  |
| 2021      | Chirurdzy           | Veronica Diaz     | 1 odc.                  |